# Mount Bridgman
Mount Bridgman är ett berg i Antarktis. Det ligger i Västantarktis. Argentina, Chile och Storbritannien gör anspråk på området. Toppen på Mount Bridgman är 1 072 meter över havet.
Terrängen runt Mount Bridgman är huvudsakligen kuperad, men norrut är den bergig. Mount Bridgman är den högsta punkten i trakten. Trakten är obefolkad. Det finns inga samhällen i närheten.